# Гидротермальные источники срединно-океанических хребтов
Гидротерма́льные исто́чники среди́нно-океани́ческих хребто́в (также известные как «чёрные курильщики») — действующие на дне океанов многочисленные источники, локализованные в осевых частях срединно-океанических хребтов. Из них в океаны поступает высокоминерализованная горячая вода под давлением в сотни атмосфер. Представляют собой трубообразные образования, достигающие высоты в десятки метров, устойчивость которых обеспечивается действием силы Архимеда (сила выталкивания).

## Общие сведения
Впервые гидротермальные источники на дне океана были исследованы в 1977 году во время погружения глубоководного обитаемого аппарата «Алвин» к востоку от Галапагосских островов, первые "чёрные курильщики" были детально исследованы с помощью обитаемых подводных аппаратов «Сиана» в феврале 1978 года и «Алвин» в марте 1979 года.
Гидротермальные океанические источники выносят растворённые элементы из океанической коры в океаны, изменяя кору и внося весьма значительный вклад в химический состав океанов. Совместно с циклом генерации океанической коры в океанических хребтах и её рециклирования в мантию гидротермальное изменение представляет двухэтапную систему переноса элементов между мантией и океанами. Рециклированная в мантию океаническая кора, видимо, ответственна за часть мантийных неоднородностей.
«Курильщики» извергают геотермальную воду температурой до 400 °C. Из-за большого давления эта вода не кипит, а находится в сверхкритическом состоянии. Причина чёрного цвета и мутности — взвесь сульфидов металлов. Соприкасаясь с океанской водой, геотермальная охлаждается, из неё первыми выпадают сульфиды железа, меди и никеля, окрашенные в чёрный. Именно из них образуются трубы «курильщиков». В процессе дальнейшего охлаждения (200—300°С) из геотермальной воды выпадают сульфиды цинка и марганца, окрашенные в белый, так что дно вокруг «черных курильщиков» белого цвета. При медленном подъёме геотермальной воды она остывает до 300 °C ещё до соприкосновения с океанской водой, при этом образуются «белые курильщики» с трубами из сульфидов цинка и марганца.
В геотермальной воде также содержатся сероводород, калий, магний. Она имеет щелочную реакцию.

## Оазисы жизни
Гидротермальные источники являются своеобразными «оазисами жизни» в глубинной афотической зоне океана, существующих на основе не фотосинтеза, а хемосинтезирующих бактерий. Это среда обитания необычных биологических сообществ, обеспечивающих формирование независимых экосистем. Таким образом, к ним приурочены самые глубокие части биосферы, достигающие глубины 2500 метров и более.
В 2016 году опубликованы исследования, согласно которым последний общий предок всех живых организмов (LUCA), существовавший примерно 3,8 млрд лет назад, мог быть жителем именно гидротермального источника.

## Вклад в тепловой баланс Земли
Гидротермальные источники вносят определённый вклад в тепловой баланс Земли. Под срединными хребтами мантия подходит наиболее близко к поверхности. Морская вода по трещинам проникает в океаническую кору на значительную глубину, вследствие теплопроводности нагревается мантийным теплом и концентрируется в магматических камерах. Далее внутреннее давление перегретой воды в камерах приводит к выбросу высокоминерализованных струй из источников на дне.
Их суммарный вклад в тепловой баланс Земли составляет около 20 % от всего выделяемого геотермального тепла — ежегодно чёрные курильщики извергают порядка 3⋅109 тонн высокоминерализованной разогретой до 350 °C воды, и порядка 6⋅1011 тонн — низкотемпературные источники (выше 20 °C).